# Служавка (филм)
„Служавка” је југословенски ТВ филм из 1969. године. Режирао га је Герард Рекерс а сценарио су написали Херман Хеијерманс, Герард Рекерс и Јелена Зечковић.

## Улоге
| Глумац              | Улога              |
| ------------------- | ------------------ |
| Дара Чаленић        | Анеми              |
| Ружица Сокић        | Станс              |
| Миодраг Радовановић | Кор                |
| Рахела Ферари       | Бетина             |
| Ташко Начић         | Дирк               |
| Нада Касапић        | Карлин             |
| Србољуб Милин       | Момак из перионице |
| Александра Николић  | Мина               |